# جدجد شجري أبيض
جدجد شجري أبيض (الاسم العلمي: Oecanthus niveus) هو نوع من الحشرات يتبع جنس الجدجد الشجري من فصيلة الجداجد الحقيقية.